# Нелсон Монте
Нелсон Маседо Монте (порт. Nélson Macedo Monte, нар. 30 липня 1995, Віла-ду-Конде, Португалія) — португальський футболіст, захисник іспанського клубу «Малага».
Виступав, зокрема, за португальські клуби «Ріу Аве», «Шавеш», український «Дніпро-1», а також юнацьку збірну Португалії.

## Клубна кар'єра
Народився 30 липня 1995 року в місті Віла-ду-Конде. Вихованець юнацьких команд футбольних клубів «Бенфіка» та «Ріу Аве».
У дорослому футболі дебютував 2014 року виступами за команду «Ріу Аве», в якій провів сім сезонів, взявши участь у 103 матчах чемпіонату.
2 вересня 2021 року уклав дворічний контракт з українським клубом «Дніпро-1». Після початку повномасштабного вторгнення Росії в Україну пішов в оренду до іспанської «Альмерії», проте за клуб так і не дебютував.
6 липня 2022 року пішов у річну оренду в португальський «Шавеш».

## Виступи за збірні
2013 року дебютував у складі юнацької збірної Португалії (U-19), загалом на юнацькому рівні взяв участь у 16 іграх.